# Estela (voleibolista)
Maria Estela Junior (Campo Belo, 7 de dezembro de 1969) é um ex-voleibolista indoor brasileira, atuante na posição de Levantadora com vasta experiência no cenário do voleibol nacional. Foi medalhista de ouro no Campeonato Sul-Americano de Clubes de 1998 e estava no grupo que se preparava para os Jogos Pan-Americanos de 1999, cuja equipe conquistou o ouro. Em clubes foi medalhista de ouro no extinto Torneio Internacional Salonpas Cup em 2002.

## Carreira
Estela jogou a temporada 1994-95 pelo Sollo/Tietê e foi quinto lugar na primeira edição da Superliga Brasileira A e na segunda edição desta competição foi bronze atuando pelo mesmo clube.
Foi atleta do clube catarinense Bonja/Datasul nas competições de 1996-97 e disputou sua terceira Superliga Brasileira A encerrando na sétima posição.
Na temporada seguinte defendeu o Leites Nestlé, conquistou o título do Campeonato Paulista de 1998 e da Copa Sul e tricampeã da Superliga Brasileira A, e jogou a grande final da edição desta competição, mas terminou com o vice-campeonato e representou este clube na conquista do ouro no Campeonato Sul-Americano de Clubes de 1998 em Medellín-Colômbia  e por este clube permaneceu por mais uma temporada e disputou a Superliga Brasileira A 1998-99 conquistando o bronze nesta competição.
Sob o comando do técnico Bernardo Rezende disputou pelo Rexona/Ades as competições de 1999-00 e conquistou seu primeiro título da Superliga Brasileira A e a convocação para Seleção Brasileira surgiu em 1999 e ajudou ao grupo que se preparava para os Jogos Pan-Americanos de 1999 e foi cortada grupo que disputou tal competição e conquistou a medalha de ouro[carece de fontes?].
No Rexona/Ades permaneceu por mais uma temporada  disputando a Superliga Brasileira A 2000-01 na qual avançou as finais novamente, mas após eliminação nas semifinais, encerrou com sua equipe na quarta posição.
Estela foi contratada para o período esportivo 2001-02 pelo Macaé/Nuceng e por este disputou a Superliga Brasileira A correspondente a este encerrando na quinta posição na Superliga Brasileira A correspondente.
Reforçou o BCN/Osasco nas disputas de 2002-03, cujo técnico foi Zé Roberto Guimarães competindo por este no Campeonato Paulista de 2002 sagrando-se campeã nesta competição, no mesmo ano obteve o título da Salonpas Cup de 2002 em Fortaleza e conquistou seu bicampeonato na Superliga Brasileira A 2002-03.
Transferiu-se para o Açúcar União/São Caetano na temporada seguinte e disputou o Campeonato Paulista de 2003 conquistando o vice-campeonato e disputou a Superliga Brasileira A 2003-04 encerrando por este clube na quinta posição.O Brasil Telecom/DF contra Estela para a jornada esportiva 2004-05 terminando em sexto lugar.
Na temporada 2005-06 jogava pelo Fiat/Minas quando este representou a cidade de Cabo Frio no Campeonato Carioca de 2005 utilizando a alcunha de Cabo Frio/Fiat Minas e após o jogo da estreia sofreu uma torção no joelho esquerdo após pisar no pé da atacante Fernanda Garay na tentativa de bloqueio, o exame de ressonância magnética constatou uma pequena lesão no menisco e ficou um tempo em tratamento.
Em 2006 o Minas representou o Paulistano no Campeonato Paulista de 2006, utilizando a alcunha de Fiat/Paulistano conquistando o bronze e o quarto lugar na Copa São Paulo e o sétimo lugar na Superliga Brasileira A 2005-06 e pelo Fiat/Minas encerrou com o bronze na Superliga Brasileira A 2006-07.
Estela defendeu o Pinheiros/Blausiegel e disputou o Torneio Internacional Top Volley em 2007 e na temporada 2007-08 e disputou a Superliga Brasileira A referente a esta conquistando o bronze, desfalcou o time cerca de três semanas na em 2008 devido a intervenção cirúrgica na tireoide.
No período esportivo 2008-09 reforçou a equipe do Cativa/Brusque/Pomerode cujo técnico era Manoel da Cunha encerrando na décima segunda posição (último lugar).
Após parar de jogar profissionalmente, Estela ingressou na UPIS-União Pioneira de Integração Social-Geral em Brasília-DF, onde cursava Turismo e aos 44 anos retornou as quadras e participa da equipe feminina de vôlei desta instituição, pela qual disputa LDU (Liga do Desporto Universitário) ,.
Com sua vasta experiência nas quadras como profissional, ao longo de sua carreira trabalhou com Bernardo Rezende e Zé Roberto Guimarães e neste time universitário não só atuou como atleta, mas também como professora da equipe que é a base do Instituto Amigos do Vôlei, tal projeto além deste tem a parceria do Sesi, onde passa sua experiência juntamente com a ex-voleibolista Alessandra Oliveira.

## Títulos e Resultados
- 2008-09- 12º lugar da Superliga Brasileira A [37]
- 2007-08- 3º lugar da Superliga Brasileira A[3][32]
- 2006-07- 3º lugar da Superliga Brasileira A[3]
- 2005-06- 7º lugar da Superliga Brasileira A[3][27]
- 2006-3º lugar do Campeonato Paulista [27]
- 2006-4º lugar da Copa São Paulo [27]
- 2004-05- 6º lugar da Superliga Brasileira A[3]
- 2003-04- 5º lugar da Superliga Brasileira A[3]
- 2003-Vice-campeã do Campeonato Paulista[21]
- 2002-03- Campeã da Superliga Brasileira A[3]
- 2002-Campeã do Campeonato Paulista [18]
- 2001-02- 5º lugar da Superliga Brasileira A[3]
- 2000-01- 4º lugar da Superliga Brasileira A[3]
- 1999-00- Campeã da Superliga Brasileira A[3]
- 1998-99- 3º lugar da Superliga Brasileira A[3]
- 1998-Campeã da Copa Sul[7]
- 1998-Campeã do Campeonato Paulista[6]
- 1997-98- Vice-campeã da Superliga Brasileira A[3]
- 1997-Vice-campeã do Campeonato Paulista
- 1996-97- 7º lugar da Superliga Brasileira A[3]
- 1995-96- 3º lugar da Superliga Brasileira A[3]
- 1994-95- 5º lugar da Superliga Brasileira A[3]

## Premiações Individuais
[carece de fontes?]

## Ligações Externas
- Melhores da Rodada (pt)